# 코치시 샨도르
코치시 샨도르(헝가리어: Kocsis Sándor, 1929년 9월 29일 ~ 1979년 7월 22일 )는 흔히 샨도르 코치시라고 알려져 있는 과거 헝가리의 축구 선수로 페렌츠바로시 TC, 부다페스트 혼베드, 영 펠로우스 취리히, FC 바르셀로나에서 활약했으며 1952년 하계 올림픽 금메달리스트이자 매직 마자르의 황금기를 이끈 주역 중 하나이며 별명은 황금의 머리였다. 

## 선수 시절
그는 1950년대, 푸슈카시 페렌츠, 치보르 졸탄, 보지크 요세프와 히데그쿠티 난도르와 함께 전설적인 위대한 헝가리팀의 한 사람이었다. 1956년 헝가리 봉기 이후에 스페인으로 망명했으며, 1950년대 후반에 CF 바르셀로나 팀에서 성공하면서 중요한 일원이 되었다. 그는 또 1961년에는 발렌시아 CF에서 게스트로 뛰며 팀의 우승을 거들었고, 하계 트로피인 트로페오 나랑하(Trofeo Naranja)를 팀에 안겨주었다. 그는 발렌시아 CF에서 보타포구와 FC 바르셀로나를 상대로 한 두 경기에서 모두 득점 했다. 그는 탁월한 골 결정력을 가지고 있었으며, 훌륭한 위치 선정 능력과 공중 공격을 이용해 눈부신 활약을 펼치며, 굉장한 선수로 자리매김 했다.
그의 별명은 Golden Head(황금 머리)로, 코치시는 부다페스트 혼베드와 헝가리 대표팀 양쪽 모두에서 많은 골을 넣었다. 그는 혼베드에서 뛰던 1952년과 1954년에 유럽 리그에서 가장 많은 골을 넣었으며, 헝가리 대표팀에선 68경기에 출전해 75골을 넣었다. 또 대표팀에서 총 일곱번의 해트트릭을 기록하기도 했으며, 1954년 FIFA 월드컵에서 11골과 두번의 해트트릭을 기록하는 진기록을 일궈냈다. 그는 이것으로 인해 월드컵 역사상 처음으로 두 번의 해트트릭을 기록한 선수가 되었으며, 그 대회 득점왕에 오르기도 했다. 단일 FIFA 월드컵에서 그보다 많은 골을 기록한 것은 프랑스의 쥐스트 퐁텐이 유일하다.
코치시는 1966년, 선수에서 은퇴한 뒤에 바르셀로나에 Tete D’ Or.라는 식당을 열었고, 1972년과 1974년 사이에 CF 바르셀로나와 에르쿨레스 CF의 감독으로 일했다. 하지만, 코치시는 백혈병과 위암을 동시에 앓고 있었기 때문에 감독 생활을 그리 오래하진 못했고, 이런 감독 생활은 별로 성공적이지 못했다. 코치시는 그 후 1979년 7월 22일, 자신이 입원하고 있는 바르셀로나 병원의 4층에서 떨어져, 49세의 나이로 목숨을 잃고 말았다. 이는 사고였을지도 모르지만, 전하는 바에 의하면 자살로 추정되고 있다.

## 수상 경력
헝가리
- 올림픽 우승 1952
- 중앙유럽 챔피언 1953
- 월드컵 준우승: 1954

페렌츠바로시 TC
- 헝가리 챔피언: 1949

혼베드 FC
- 헝가리 챔피언: 1952, 1954, 1955

FC 바르셀로나
- 스페인 챔피언: 1958/59, 1959/60
- 코파 델 헤네랄리시모: 1958/59, 1962/63
- 인터시티스 페어스컵: 1958/60

#### 개인
- 월드컵 득점왕 : 1954
- 헝가리 올해의 선수 : 1954